# Club Sportivo Olimpia
Olimpia Fiume (kasnije Olympia) je bio sportski i nogometni klub sa sjedištem u gradu Rijeci, koji je djelovao u godinama 1904.-1926., tad je spojen s C.S. Gloria i postaje U.S. Fiumana, prethodnik NK Rijeke.

## Povijest
Godine 1904. godine je u Rijeci, koja je dio Austro-Ugarske Monarhije kao Corpus Separatum, osnovan Club Sportivo Olimpia sa sekcijama za Tennis-lawn, Foot-ball, plivanje, biciklizam, laku atletiku. Klub su osnovali braća Antonio Marchich, Romeo i Alessandro Mitrovich, Carlo Colussi, Aristodemo Susmel i Agesilao Satti. Prvo zasjedanje nogometne sekcije o kojemu imamo službenih informacija se održalo 25. studenog 1906. godine. Taj se datum smatra najkasnijim mogućim začetkom današnje HNK Rijeke. Nekoliko godina klub nosi crno-bijeli dres a onda prelazi na glavnu bijelu boju.
Prvo je sjedište bilo na Brajdi, na mjestu današnjeg ulaza u KBC Rijeka. Opredjeljenje kluba je čisto internacionalno i u doba jezičnih tenzija u gradu i često istaknutog nacionalnog opredjeljenja mnogih drugih klubova u Rijeci, Opatiji i Sušaku, jer u Olimpiji igraju i rade bez razlike Hrvati, Talijani, Mađari, Nijemci i drugi narodi, te klub ne vodi nikakvu politiku. Poslije što glavni riječki nogometni klub Fiumei Atletikai Club prestaje sa svojim nogometnim aktivnostima negdje oko 1910. godine, Olimpia od njega preuzima ulogu glavnog gradskog nogometnog kluba. Iste godine klub se pridružuje FSI (Međuregionalni Sportski Savez) koje organizira nogometno prvenstvo za klubove iz Austrijskog Primorja i riječkog Corpus Separatuma. Iako je malo poznato o to doba nogometa u široj regiji oko Rijeke, u godinama prije Prvog svjetskog rata klub igra razna prventsva i turnire s klubovima iz Rijeke (gradska prvenstva), te iz Austrijskog i Hrvatskog primorja (međuregionalna prvenstva i turniri).
Dana 5. listopada 1913. klub je preustrojen i otvara nove i bolje klupske prostorije u ulici Remai br. 5 (današnja Veslarska ulica), opremljene novinama, igrama a predviđene su i klupske zabave.
Olimpia je 9. siječnja 1918.  tijekom sastanka upravnog odbora preimenovana u Olympia, a novi predsjednik postaje riječki književnik Antonio Carlo de Schlemmer. Novo je ime starogrčki oblik prijašnjeg imena, i možda je promjena anti-iredentističke naravi. Tijekom ovih godina klub osvaja nekoliko gradskih prvenstava i kupova i nekoliko prvenstava Julijske krajine. Olympia će od  travnja 1918. g. igrati na novom stadionu na Kantridi, koji ima i atletsku stazu i ostale popratne objekte te se svrstava u moderne objekte tog vremena. Dana 20. svibnja 1918. odigrana je prijateljska utakmica protiv vojnog predstavništva 29. pješačke pukovnije Honved stacionirane u Rijeci. U sezoni 1919./20. Ekipa se natjecala u gradskom prvenstvu, ali je završila na posljednjem četvrtom mjestu iza Juventusa Enee, Glorije i Esperije.

Sljedeće sezone 1920./21. Klub je osvojio prvenstvo Slobodne Države Rijeka, a zatim je igrao na turniru za naslov prvaka regije Venezia-Giulia. Prvo je u polufinalu momčad pobijedila 2-0 i 3-0 protiv Grion Pole, zatim je u finalu pobijedila Edera Triest sa 7-0, osvojivši prvenstvo regije. Ovaj uspjeh omogućio je momčadi da se natječe u prvenstvu Terza Divisione Venezia-Giulia (D3) u sezoni 1921/22. Sezonu je završio na prvoj poziciji, ali nije joj uspijelo napredovanje.
Sljedeće sezone 1922./23., Nakon što je osvojio skupinu, zatim u play-offu prvo pobijedio 7-1, 2-0 protiv Veneziane Virtus, a zatim 1-1 i 2-1 protiv Griona Pole, osvojivši promaknuće u Seconda Divisione u sezoni 1923. 
U sezoni 1924/25 bio je svrstan na drugo mjesto u skupini D Seconda Divisione. Nakon što je sezona 1925/26 završila u kojoj je bio treći u skupini D Seconda Divisione

Rijeka je na početku 1924. godine pripojena sa strane fašsticke Italije. Poslije dvije godine otpora, Olympia je prisiljena sa strane preuređene FIGC se spojiti s velikim gradskim rivalom Gloria i postati klub U.S. Fiumana.

Kronologija promjena imena:
- 1904: Club Sportivo Olimpia
- 1918: Club Sportivo Olympia
- 1926: klub postaje U.S. Fiumana
- 1946: SD Kvarner/SCF Quarnero
- 1954: NK Rijeka
- 1995: HNK Rijeka

## Navijači i Rivaliteti
Poznat je veliki rivalitet s gradskim rivalom Gloriom. C.S. Olimpia je predstavljao viši sloj, a Gloria je bio značajno voljen sa strane radničke klase i žitelja starog grada. Drugi rivalitet je bio s klubovima iz Trsta, grad s kojim je Rijeka tada bila i u gospodarskoj kompeticiji, naročito s Ederom i kasnije s Triestinom.
Postojao je i rivalitet s klubovima sa Sušaka, koji je tada bio dio općine Bakar i druge kraljevine unutar Austro-Ugarskog carstva (Rijeka je bila dio Mađarske krune a Sušak Hrvatske). Najbolje ubilježen rivalitet u tom smjeru je bio s Victoriom.

## Igrališta
U početku klub igra utakmice na igralištu od vojarne Honveda na Scoglietto, ispred današnjeg Narodnog Učilišta Rijeka. 1918. club obnavlja igralište Scoglietto koje postaje jako moderno igralište za to doba, s atletskom stazom i malu tribinu. Klub se prije 1920. seli na Kantridu, koja je do 1926. poznata kao Campo Sportivo Olympia.